# Киша
Киша (старији облик дажд) је вид атмосферских падавина, као што су снијег, град, роса и остале. Киша настаје тако што се водена пара у облаку згусне и настану капи воде које падају на земљу. Киша има велику улогу у хидролошком кругу у коме влага из океана испарава, кондензује у облацима, пада назад на Земљу и враћа се у океан путем река и потока да би започела нови циклус.
Облик кишних капи се најчешће описује као „облик сузе“, округао на дну и закривљен ка врху, али овај опис је нетачан (само капи воде капане из одређених извора су „облика сузе“ у моменту формирања). Мање капи кише су сферичног облика. Веће капи су спљоштене (облика пљескавице). Веома велике капи су облика падобрана. У просјеку, кап кише је 1-2 mm у пречнику. Највеће забележене капи кише су уочене над Бразилом и Маршалским острвима 2004. – неке од њих велике 1 cm.
Генерално, киша је нешто испод  6, због апсорпције атмосферског угљен-диоксида, који се у капи претвара у мање количине угљичне киселине. У пустињским пределима, прашина у ваздуху садржи довољно калцијум карбоната да парира природној киселости падавина, тако да киша може бити неутрална или чак и алкална. Киша испод  5,6 се сматра киселом кишом.
Понекад у облацима има изванредно много финих честица прашине или песка уздигнутих с тла пешчаним или прашинским олујама у сувим подручјима. Ове честице падају заједно с кишом дајући јој црвенкасту до жућкасте боје (блатна или крвава киша у нашим крајевима). Киша промењивог интензитета из кумулонимбуса назива се пљусак. Облачни елементи су сићушне капљице воде и/или кристалићи леда, који настају кондензацијом или сублимацијом водене паре. Падавински елементи (кишне капи, кристали, пахуљице) много су већи и настају другим физичким процесима, који нужно не следе иза настанка облачних елемената. Падавински елементи најчешће настају на три начина:
- предестилацијом водене паре с потхлађених капљица на кристале леда, а таквих капљица и кристала има у облацима којима је температура мања од ледишта
- предестилацијом водене паре с топлих капљица на хладне у облацима којима је температура већа од ледишта
- коалесценцијом, стапањем мањих капљица с већима, која падају брже и на свом путу скупљају спорије мање капљице.

Први облик важан је у умереним ширинама и поларним крајевима, где и свака киша почиње као снег у висини. Ако је слој ваздуха између облака и тла довољно топао, снег се растопи и пада киша. Други начин се првенствено јавља у тропским и екваторским подручјима, где је ваздух топао до великих висина, а трећи начин је свуда присутан. Теорија постанка кише омогућила је изазивање вештачке кише засипањем облака честицама сребрног јодида, сувог леда, ситним капљицама воде. Одбрана од града заснива се на истом начелу: засипањем облака омогућује се стварање великог броја малих падавинских елемената уместо малог броја великих и штетних.
У основи метеоролози разликују две врсте киша: „хладне кише“ и „топле кише“. Око 80% кише су хладне кише, осталих 20% су топле кише, а разлика се налази у процесу настајања кишних капи.
У неким културама су развијене справе за заштиту од кише као што је кишобран или кабаница.

## Процес настанка
Кад сунце загрева површину Земље вода испарава. Загрејани ваздух и гасовита водена пара се дижу са земље. Што је ваздух топлији то више водених молекула може да прими. Поред водене паре се посвуда у ваздуху налазе и мале невидљиве честице аеросола. Оне су тако мале и лаке да су ношене ваздухом иако нису у гасовитом стању. Што је већа висина, ваздух се више хлади. Што је ваздух хладнији, то мање молекула водене паре може да садржи - хладни ваздух се презасићује. Тек кад је ваздух потпуно засићен воденом паром могу да настану облаци.
При кондензацији водена пара предаје енергију која је била потребна за испаравање. Тако се околни ваздух и даље загрева и може се и даље дизати у вис. На његовом путу у висине се капљице облака се случајно сударају и уједињују.
На хладним висинама на око -20 °C се још увек течне али јако потхлађене капљице облака делимично смрзавају у ледене кристале. Они и даље расту тако што ваздуху одузимају водену пару. Кад су довољно тешки почињу да падају према доле и даље још скупљају капљице облака. Кристали се згрудвавају тако у зрна туче. Чим пређу температурну границу од 0 °C опет се топе и падају на земљу као хладна киша. Киша је, дакле, стога „хладна“ јер су њене капљице пре тога биле смрзнута зрна соле или града.
Топла киша најпре настаје на исти начин као и хладна киша, али се капљице облака не смрзавају него се само међусобно сударају док не постану толико велике и тешке да почну да падају. Пошто током тог процеса увек изнова капљице облака испаравају, овај процес у правилу траје дуже него процес настанка хладне кише.
Генерално, киша је нешто испод  6, због апсорбције атмосферског угљен-диоксида, који се у капи претвара у мање количине угљене киселине. Киша испод  5,6 се сматра киселом кишом.

### Водено засићен ваздух
Ваздух садржи водену паре, а количина воде у датој маси сувог ваздуха, позната као однос мешања, мери се у грамима воде по килограму сувог ваздуха (g / kg). Количина влаге у ваздуху се најчешће јавља као релативна влажност; што је проценат укупних ваздушних пара који се може задржати на одређеној температури ваздуха. Колико водене паре може садржати ваздух пре него што постане засићен (100% релативне влажности) и формира се у облак (група видљивих и ситних честица воде и леда која се простире изнад површине Земље) зависи од његове температуре. Топлији ваздух може да садржи више водених пара него хладнији ваздух пре него што постане засићен. Због тога, један начин за засићење парцеле ваздуха је охлади га. Тачка росе је температура на којој се парцела мора охладити како би постала засићена.
Постоје четири главна механизма за хлађење ваздуха до своје тачке росе: адијабатно хлађење, проводно хлађење, зрачно хлађење и хлађење испаравањем. Адијабатно хлађење се јавља када ваздух расте и проширује се. Ваздух може порасти услед конвекције, великих атмосферских покрета или физичке баријере као што је планина (орографски лифт). Проводно хлађење се јавља када ваздух ступи у контакт са хладнијом површином, обично дувањем са једне површине на другу, на пример од површине течне воде до хладнијег земљишта. Зрачно хлађење се јавља услед емитовања инфрацрвеног зрачења, било ваздухом или површином. Хлађење испаравањем се дешава када влажност доспева у ваздух кроз испаравање, због чега се температура ваздуха охлади до температуре влажне сијалице или док не постане засићен.
Главни начини доспевања водене паре у ваздух су: састајање ветра на брдовитим подручјима, падавина или вирга који пада одозго, дневно грејање које испарава воду са површине океана, водних тела или влажне земље, испаравање из биљака, хладан или сув ваздух који се креће преко топле воде и подизање ваздуха преко планина. Водена пара нормално почиње да се кондензује на кондензационим језгрима као што су прашина, лед и сол, како би се формирали облаци. Подигнути делови временских фронтова (који су у природи тродимензионални) усмеравају широка подручја покрета према горе у атмосфери Земље која обликују скупове облака као што су алтостратус или циростратус.
Стратус је стабилни скуп облака који се формира када је хладна, стабилна ваздушна маса заробљена испод масе топлог ваздуха. Такође се може формирати због подизања адвекционе магле у ветровитим условима.

## Порекло речи

### Киша
Постоје две теорије о постанку речи киша. Прва је да је реч киша настала од корена kys, што је исти корен као и код речи киселина. Друга је теорија да је реч киша турцизам настала од турског глагола şakır şakır akmak. Реч kış на турском језику значи зима.

### Дажд
Реч дажд је настала од праславенске речи dъždь, док та праславенска реч вуче корене из индоевропске речи dus-dyews/dyu, што значи тмурно/лоше небо. По речи дажд је настао назив за водоземца даждевњака.

## Ван Земље
Предложене су падавине дијаманата на плинским џиновским планетама, Јупитер и Сатурн, као и на леденим џиновима, Уран и Нептун. Вероватно ће доћи до кише разних састава у горњој атмосфери плинских џинова, као и преципитације течног неона у дубини атмосфера. На Титану, Сатурновом највећем природном сателиту, сматра се да се ретка метан киша изрезује бројним површинским каналима Месеца. На Венери, вирга, сумпорна киселина испарава 25 km од површине.
Претпоставља се да екстрасоларна планета OGLE-TR-56b у сазвежђу стрелац има гвоздену кишу.